# Copelata
Pour l’article homonyme, voir Appendicularia pour le genre végétal.
Classe
Ordre
Synonymes
- Larvacea

Les Copelata sont un ordre de tuniciers, le seul de la classe des tuniciers pélagiques Appendicularia (monotypique), les appendiculaires ou larvacés.
Contrairement aux autres tuniciers, le plan d’organisation larvaire se maintient chez l’adulte (néoténie). Ils rappellent morphologiquement des têtards, et leur queue leur sert d’appendice propulseur. Ils sont hermaphrodites et ne se reproduisent que par voie sexuée[réf. souhaitée]. 

## Liste des familles
Selon World Register of Marine Species (30 janvier 2021) :
- famille Fritillariidae Lohmann, 1915
- famille Kowalevskiidae Lahille, 1888
- famille Oikopleuridae Lohmann, 1915